# Aldar Batorovič Cidenžapov
Aldar Batorovič Cidenžapov (rusko Алда́р Ба́торович Цыденжа́пов), mornar Ruske vojne mornarice, * 4. avgust 1991, Aginskoje, Čitska oblast, † 28. september 2010, Vladivostok.
Cidenžapov je bil vpoklicani mornar na rušilcu Bistri ruske Tihooceanske flote, edina žrtev požara na rušilcu 24. septembra 2010. Je prejemnik zlate zvezde heroja Ruske federacije za svojo vlogo pri gašenju požara in preprečitvi eksplozije.

## Življenjepis
24. septembra 2010 je na rušilcu Bistri izbruhnil požar, medtem ko je Aldar delal v strojnici blizu kotla. Preden je Bistri zapustil pristanišče, je počila cev za gorivo v strojnici in iskra zaradi kratkega stika je povzročila požar. V tistem trenutku je bil Aldar en od petih mehanikov v strojnici in pohitel je zapreti dovod goriva v kotel, da bi preprečil katastrofalno eksplozijo. Ventil, ki ga je Aldar zaprl, je bil na območju samega požara in v približno devetih sekundah, ko je delal z ventilom, preden je odhitel iz prostora, se je močno opekel. Aldarja so odpeljali v bolnišnico Tihooceanske flote v Vladivostoku, kjer je umrl štiri dni pozneje. Do konca vojaškega služenja mu je ostal manj kot en mesec.
Aldar se je žrtvoval, da je rešil 300 članov posadke in vojno ladjo. Njegovo ime ostaja na seznamu posadke rušilca Bistri in njegova postelja je vedno pospravljena ter neuporabljena. Za svoje dejanje je prejel posmrtno odlikovanje.
Leta 2019 je bila po njem poimenovana korveta razreda Steregušči Geroj Rossijskoj Federaciji Aldar Cidenžapov.